# Yorkville, Ohio
Yorkville là một làng thuộc quận Jefferson, tiểu bang Ohio, Hoa Kỳ. Năm 2010, dân số của làng này là 1079 người.

## Dân số
- Dân số năm 2000: 1230 người.
- Dân số năm 2010: 1079 người.